# Roberto Debarnot
Roberto Luis Debarnot, nació en Buenos Aires, el 5 de agosto de 1947, y falleció el 25 de mayo de 2018. Fue un Maestro Internacional de ajedrez argentino.

## Resultados destacados en competición
Fue una vez subcampeón de Argentina en el año 1973 en Ciudad de Santa Fe, tras perder el desempate contra el Gran Maestro Internacional Raúl Sanguineti que resultó campeón.
Participó representando a Argentina en tres Olimpíadas de ajedrez en el año 1972 en Skopie, en 1974 en Niza y en 1980 en La Valeta.
fue subcampeón del Torneo de Linares en el año 1978 tras Jaan Eslon. 